# Robert Gragger

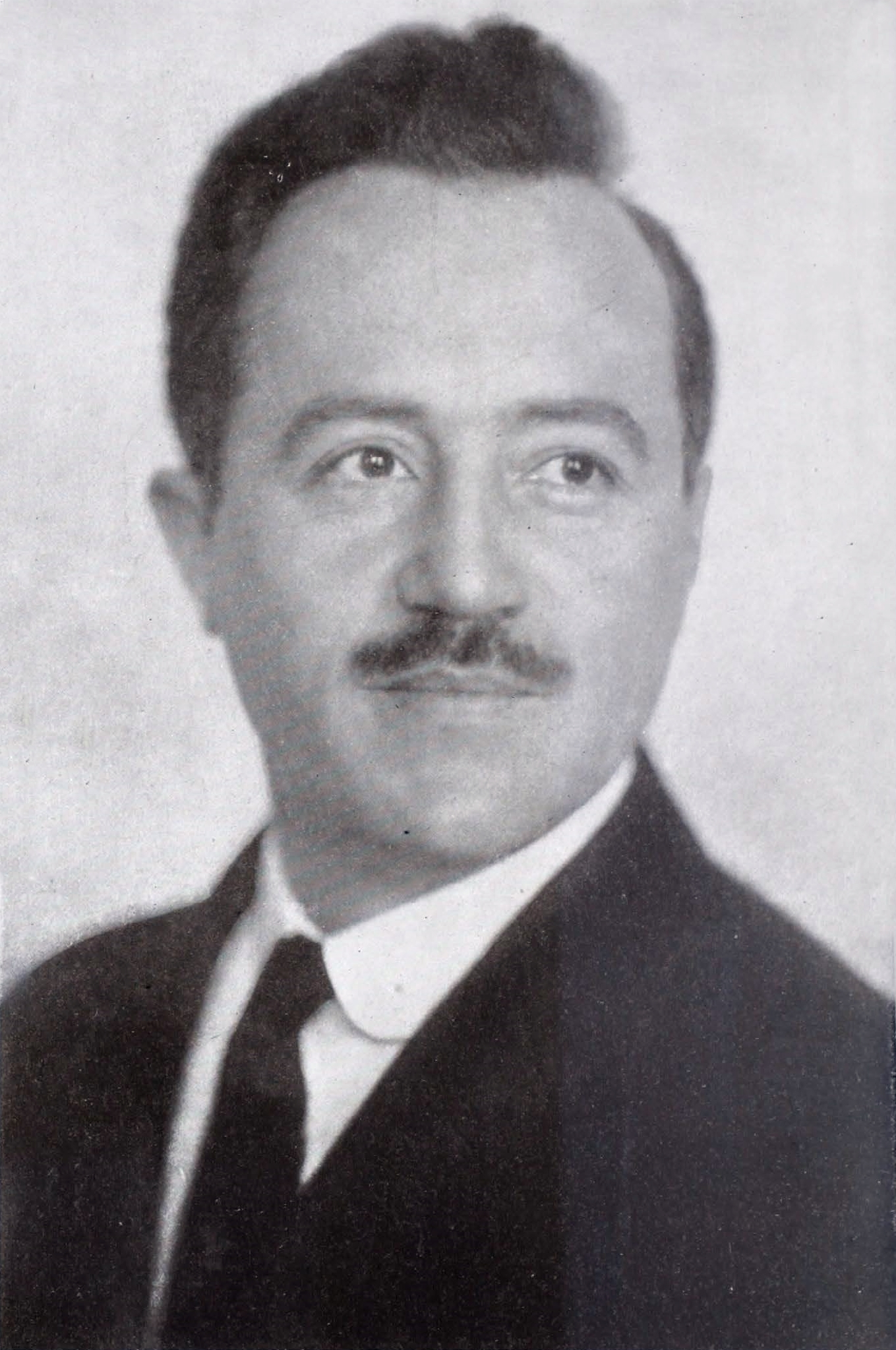
Róbert Gragger 1925

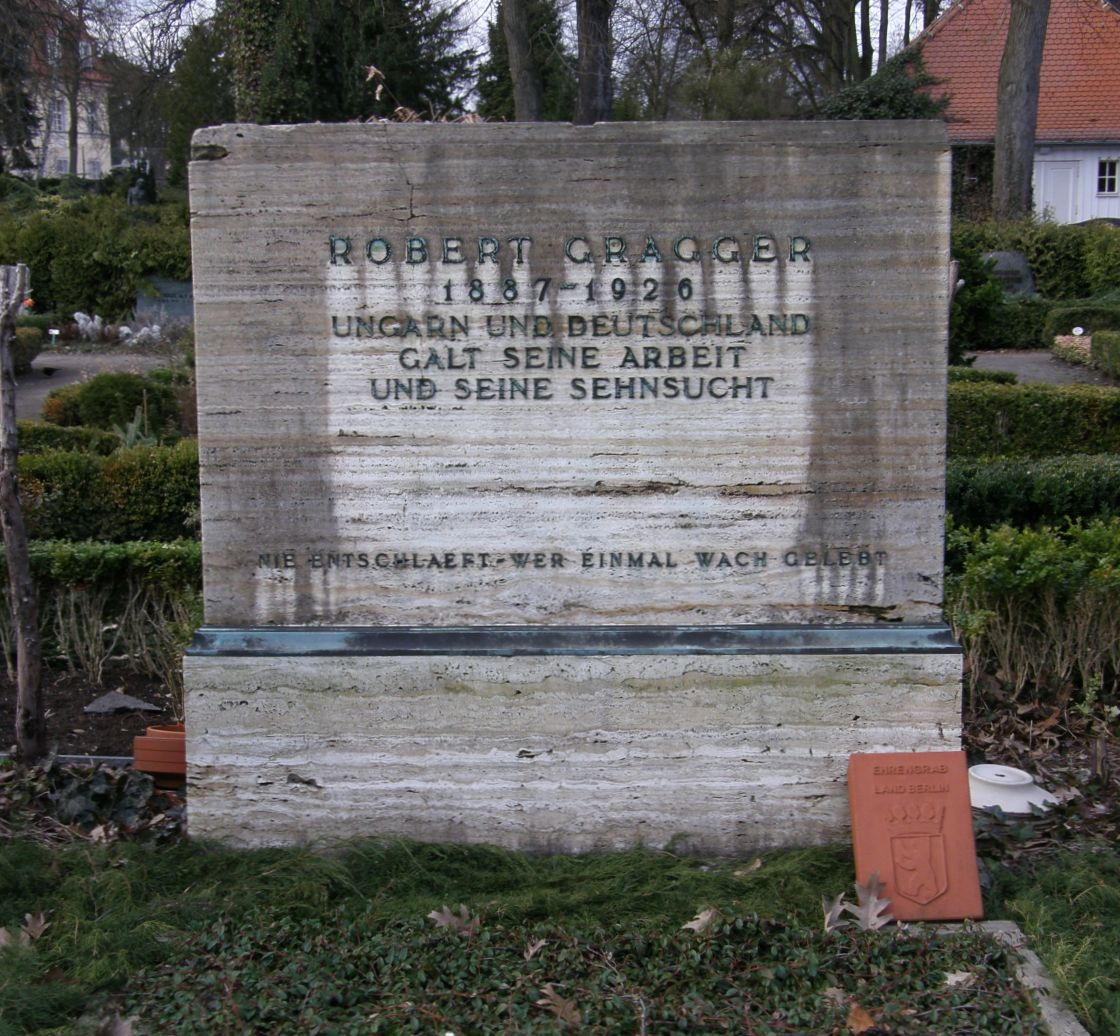
Graggers gravställe i Berlin

Robert Gragger, född 7 november 1887 i Zlaté Moravce, Slovakien, död 10 november 1926 i Berlin, var en ungersk litteraturhistoriker.
Gragger blev professor i ungerska litteraturen vid Berlins universitet 1916, erhöll professors titel vid universitetet i Pécs 1925. Han grundade 1916 Ungerska vetenskapliga institutionen i Berlin och 1921 kvartalsskriften Ungarische Jahrbücher. 
Gragger författade arbeten om Molières inflytande i Ungern, om Nikolaus Lenau, Theodor Fontane och andra tyska författare samt om bland annat de litterära förbindelserna mellan Tyskland och Ungern och utgav en ungersk antologi (1922).